# Barri de Collblanc
Collblanc és un barri de la ciutat de l'Hospitalet de Llobregat, al Barcelonès, que forma part del districte II juntament amb el barri de la Torrassa, amb el qual forma una unitat en diversos aspectes, tant administratius com de vida ciutadana. Collblanc té una extensió de 0,51 km², i tot el districte 0,95 km².
Limita amb la ciutat d'Esplugues de Llobregat al nord, els districtes barcelonins de les Corts i de Sants-Montjuïc al nord-est i est, Pubilla Cases a l'est, la Torrassa al sud-est i la Florida al sud-oest de la ciutat. Avui, la plaça del Mercat i els voltants són els principals nuclis de vida ciutadana. L'estació de Collblanc de la línia 5 del Metro de Barcelona i la xarxa d'autobusos, que comuniquen el barri amb el centre de la ciutat, són els més utilitzats. També hi ha cobertura de la xarxa de busos de TMB.
A 31 de desembre de 2020, la població era de 26.638 habitants, i tot el districte 54.676 habitants. També la seva densitat és de 53.092 hab./km² i de tot el districte és de 58.501 hab./km².

## Patrimoni de Collblanc
El patrimoni de Collblanc és abundant. Podríem posar com a exemples: 
- el Parc de la Marquesa amb la Torre Barrina,
- el Cementiri de Sants,
- el Teatre Joventut,
- el Gratacel de l'Hospitalet i
- el Mercat de Collblanc, dissenyats aquests tres últims per Ramon Puig i Gairalt.[5]
- Miracielo, element urbà de l'escultor navarrès José Ramon Anda Goikoetxea d'homenatge a Ernest Lluch[6]
- el Monument de la XXXI trobada de penyes barcelonistes a prop del Parc de la Marquesa.

## Història
El topònim Terrers Blancs (o Terrarios Albos) és conegut en el s. X. Està relacionat amb Pedras Albas (Pedralbes) i Riera Blanca. Es deu al tipus de roques que hi ha per la zona, calcàries, de color blanquinós. El mot Collblanc està documentat en el segle xiv.
Aquesta zona va estar tradicionalment poc poblada. L'agricultura de secà, camps de conreu de vinya majoritàriament, permetia una explotació de la terra extensiva i poc rendible, fins que al s. XVIII es van produir canvis en l'economia local, a l'escalf dels canvis generals de Catalunya, que van provocar majors rendiments agraris i beneficis pels propietaris de les terres. Aquestes transformacions molt aviat es van reflectir en el paisatge, per exemple amb la construcció de grans cases per part d'aquests terratinents.
Tocant a la frontera municipal amb Sants, l'Ajuntament de l'Hospitalet va rebre en donació el 1727 un hostal, que també feia de botiga i fleca, i que encara que no es pot assegurar, sembla que estava en la cantonada de la carretera i l'actual carrer Progrés, aleshores, la cruïlla dels camins d'Esplugues i la Travessera. Al seu costat es van anar alineant alguns altres edificis, protagonitzant el pas de carretera a carrer.
La carretera fou construïda en la dècada de 1760 aprofitant, al seu pas per l'Hospitalet, el traçat de l'antic camí de Barcelona a Esplugues. Era la carretera de Madrid a Barcelona que va manar construir Carles III. Durant el segle xviii discorria entre camps de cereals i vinyes, masies i casalots, entre els quals destaquen les vil·les neoclàssiques incomprensiblement ignorades per estudiosos i institucions: la Pubilla Casas i Can Rigalt. També és molt interessant Ca n'Oliveres (ja a Esplugues) i ho era fins a la seva desaparició Cal Capellà (a Pubilla Casas). Als edificis esmentats, s'uní la Torre Barrina, construïda el 1867, una residència d'estiueig, amb uns jardins molt extensos.
El 1825 s'instal·là una indústria química a la carretera de Collblanc, aprofitant que era un paratge ben comunicat amb Sants i poc poblat. El 1838 se li afegí una altra. En 1845 hi havia una manufactura tèxtil. Vers el 1876 es construí una canalització d'aigua que arribava a la carretera, cosa que va permetre la instal·lació de fàbriques diverses, com ara tres bòbiles el 1889, el Fum d'estampa (una fàbrica de tints, 1901) i Rosich (una fàbrica d'hules, 1902).
A mitjans del segle xix ja hi havia vint-i-dues cases a la carretera, en les que vivien setanta-cinc famílies! Aquesta altíssima ocupació de les cases és un fenomen habitual quan existeixen processos d'immigració, siguin els immigrants de Catalunya -com en aquest cas- de la resta d'Espanya o de l'estranger. El 1900 ja hi havia una cinquantena d'habitatges en els quals residien tres-centes persones. La mostra de què Collblanc era llavors un apèndix de Sants la tenim en què tocant a la carretera es construí el cementiri d'aquella localitat, el 1878. A partir del 1896 s'inicià la urbanització dels terrenys situats al sud de la carretera i s'aturà el creixement urbanístic al llarg d'ella.
Entre el 1870 i el 1900 existien una dotzena de cases disperses al llarg del camí de la Riera Blanca. El 1914 es construí el transformador d'electricitat de l'empresa “Riegos y Fuerzas del Ebro, S.A.” que era el final de les línies d'alta tensió que travessaven el Samontà hospitalenc. En aquesta central es transformava l'electricitat de 110.000 a 25.000 volts, i des d'ella es subministrava a bona part de Barcelona.
En 1895 Esteve Creus i Frederic Bessacier proposaren urbanitzar els carrers Creus (més tard, Llobregat) i Fondevila (Progrés) i Besa, al sud de la carretera de Collblanc, i perpendiculars a aquesta. El 1898 foren Silvestre Pujós i Francesca Costa els que obriren carrers per sota de la carretera. Però en 1902 també s'inicià la urbanització de l'altre extrem del turó, la Torrassa, i aviat es va veure que l'alineament dels dos nous vials no eren adequats al futur creixement de la zona, i, per tant, van patir un gir d'uns quants graus, que encara és visible en l'inici del carrer Progrés.
El 1902 Climent Mas, Pere i Manuel Romaní, com a propietaris d'una part dels terrenys del que després seria la Torrassa, van començar a urbanitzar-los. Com era normal aleshores, en un dels nous carrers van proposar el seu cognom (el carrer Romaní és l'actual Dr. Martí i Julià). El carrer Mas s'iniciava en el punt estratègic on es creuaven el Torrent Gornal i el camí que anava cap a Collblanc, el camí de Vallparda. El seu perfil, com el dels carrers paral·lels, mostra el relleu del turó de la Torrassa, amb els forts pendents cap al Torrent Gornal i la Riera Blanca. El primer tram que fou obert, però, fou el que hi ha a la part més alta del turó de la Torrassa, entre els llocs on després es traçaren els carrers Orient i Progrés. De mica en mica, s'allargà cap als dos extrems.
El carrer Dr. Martí i Julià es va anomenar originàriament "Romanins", fent referència al cognom dels germans propietaris dels terrenys i promotors de la urbanització. Si observem el traçat del vial, observarem certes irregularitats que obeeixen a què aquest carrer, com la resta del barri es va urbanitzar per tongades. La longitud de l'original carrer Romanins, el del 1902, era molt curta; només s'estenia entre els actuals carrers Holanda i Ronda de la Torrassa. Amb posterioritat s'obrí la major part del carrer, fins Goya, el 1905.
El 1907, es va aprovar la petició d'urbanitzar la finca de Joan Torns, entre el camí de la Vallparda i el Torrent Gornal. S'urbanitzà així el rectangle comprès entre els carrers abans esmentats i Torns i Pujós (amb els carrers Vinyeta, Albiol, Canalejas i Machado), per a la instal·lació d'escombriaires, és a dir, persones que recollien les escombraries de Barcelona per a la criança de porcs. Malgrat el debat provocat pels problemes de salut pública que aquesta activitat produïa, aquest nucli d'escombriaires -hi havien molts més a la ciutat- va existir fins ben entrat el segle xx. Algunes de les seves casetes de planta baixa han sobreviscut fins a l'actualitat. Aquesta fou l'última urbanització de la primera tongada a Collblanc-Torrassa. S'aturaren perquè l'oferta de sol edificable havia superat la demanda d'habitació.
El 1906 es van construir al carrer Mas i al proper carrer París els primers "passadissos" del barri i de tota la ciutat. Aquesta tipologia constructiva va sorgir quan en comptes d'ocupar un solar amb la construcció d'un edifici amb façana al carrer i una o més plantes, es traçava un passadís, que donava el nom al tipus constructiu, pel centre de les parcel·les (les quals solien ser de cinc metres d'amplada i trenta de profunditat) i es disposaven diversos habitacles, d'uns vint-i-cinc metres quadrats, al seu voltant, amb la seva façana donant al passadís.
Els habitatges, de planta baixa, estaven construïts amb materials barats de baixa qualitat. Evidentment, els passadissos foren l'habitatge dels jornalers, dels més pobres, la majoria dels quals eren els immigrants de Catalunya i fora de Catalunya (País Valencià, Almeria i Múrcia majoritàriament) que estaven arribant a l'àrea metropolitana de Barcelona. Collblanc-Torrassa s'estava convertint en un suburbi per a la residència dels obrers que formaven la reserva de mà d'obra que el capitalisme en expansió necessitava.
Vers el 1915, a conseqüència de la industrialització provocada per la Gran Guerra, la immigració cap a Barcelona augmentà espectacularment, i Collblanc-Torrassa va esdevenir un dels principals suburbis de la capital. Collblanc-Torrassa, en la dècada de 1930 era el nucli més poblat de la ciutat. Segons el cens del 1930, la procedència de la població de Collblanc -Torrassa era:
| L'Hospitalet       | 15% |
| Resta de Catalunya | 33% |
| Múrcia i Almeria   | 26% |
| Pais Valencià      | 13% |
| Resta d'Espanya    | 13% |

Podem veure que el sobrenom amb el que es coneixia al barri en aquells moments, la Murcia chica, era exagerat. Però si advertim que aquest apel·latiu es relacionava amb delinqüència, malalties infeccioses, etc., arribarem a la conclusió que era malintencionat.
De seguida va començar una segona onada d'urbanitzacions. El 1915, els germans Josep i Tomàs Graner van urbanitzar la finca contigua a la de Torns, delimitada també pel Torrent Gornal i el camí de la Vallparda. Es va crear així el carrer Graner. Una altra operació urbanística al voltant del camí de la Vallparda la va protagonitzar Eugènia Casanovas, la propietària de la Torre Barrina i vídua del joier Josep Farnés. El 1917 va parcel·lar la finca que envoltava la seva casa, i que incloïa el camí de la Vallparda (que aquí ja es diu d'una altra manera, Creu Roja) des de Cotonat. Com que no va urbanitzar tota la seva finca, avui podem gaudir del Parc de la Marquesa. Hem d'assenyalar que l'Eugènia Casanovas no era marquesa ni tenia cap títol nobiliari. El "marquesat" li havia estat concedit pels veïns del barri pels aires que la senyora es donava al seu petit palauet.
El bisbat creà la parròquia de Sant Ramon, que, encara que al terme de Barcelona, fou concebuda principalment per a la població de Collblanc. L'edifici, inaugurat en 1926, és neoromànic i té un valor artístic notable. El seu arquitecte és probable que fos l'Enric Sagnier, autor, entre d'altres edificis, del Tibidabo. Al seu costat va sorgir un petit barri de casetes.
I, per descomptat, s'urbanitzà malament, sense asfaltar, sense clavegueres, etc, sense escoles ni serveis de cap mena. La Riera Blanca destacava com un indret mal fet, on es van crear carrers sense preveure les inundacions que, evidentment, s'anaven a produir amb cada xàfec.
A la barreja de població immigrant pobre i fàbriques contaminats s'hi sumaren els escombriaires. Pel camí de la Vallparda s'hi instal·laren des del començament del segle XX un grapat d'establiments com els que ja existien a Santa Eulàlia i Can Pi. Eren empreses familiars que recollien escombraries, de les que feien la tria en grans patis. Part de les restes orgàniques eren destinades a criar animals, especialment porcs. La situació sanitària era lamentable i l'any 1931 es van declarar casos de pesta bubònica al barri.
Les dificultats que patien els habitants del barri, nouvinguts, pobres, etc. van generar una intensa vida social, en la que les xarxes d'afinitat (de procedència, veïnatge, ideologia, etc) generaven una ajuda mútua que intentava pal·liar aquesta terrible situació.
Per tradició, per influència de Sants o perquè l'ambient social era el propici, el fet és que l'anarquisme es va estendre i va arrelar en bona part dels habitants de Collblanc-Torrassa. I es van crear grups d'afinitat que podien tirar endavant activitats culturals com d'altres que van optar per “l'acció directa”, sovint violenta. En 1920, les dues primeres accions armades de l'època del pistolerisme al barri. La primera és de signe incert, però la segona és clarament l'assassinat d'un sindicalista del Lliure (afí a la patronal i el govern) a mans de pistolers anarquistes.
Es van crear les primeres entitats del barri. La primera de la qual tenim coneixement és… un club de futbol! El Foot-Ball Club Deportivo Torrasense fou fundat en 1917. Amb caràcter recreatiu es fundaren d'altres clubs esportius, com el Centre d'Esports de Coll-Blanch (1923), les corals Els Tranquils (1927) i L'Aurora (1929) i sobretot, L'Univers, una entitat fundada a Hostafrancs i que en 1926 es traslladà a la Plaça Espanyola i que tenia diverses activitats (cafè, billars, excursions, teatre, esports, coral, escola i mutualitat obrera).
L'any 1924 i 1925 van obrir un parell de cinemes que van tenir una vida curta, però en 1931 es van inaugurar dos establiments que van tenir una vida molt llarga. A la cantonada del carrer Romanins amb Montseny es va construir el "Romero", conseqüència de la castellanització del nom del carrer. A la Carretera de Collblanc, el cinema Alhambra.
L'època de la República al barri va venir marcada la inauguració del mercat, projectat pel llavors arquitecte municipal Ramon Puig i Gairalt en 1926, fou inaugurat en 1932. En aquest moment, Collblanc-Torrassa ja era el suburbi més conegut de l'àrea metropolitana de Barcelona. I el que tenia més aviat era mala fama, com sol passar amb els barris pobres. Els articles de Carles Sentís en la revista Mirador en 1933 van reblar el clau dels tòpics i les falsedats racistes, pròpies d'un home que poc després faria d'espia i de soldat de Franco. Una de les característiques del barri era el gran arrelament de l'anarquisme. Per una banda, hi havia molts grups d'afinitat, ateneus, escoles, etc. Al cine Romero van fer mítings els grans líders de la CNT: Frederica Montseny (1934), Buenaventura Durruti i Francisco Ascaso (1936). També fou l'escenari de l'anomenada “gimnàstica revolucionària” (accions violentes) i de la revolta armada de finals de 1933.
Del 8 al 12 de desembre del 1933 el districte fou el nucli a Catalunya d'una revolta anarquista, que també va esclatar a Aragó i La Rioja. Un dels episodis més significatius d'aquesta rebel·lió va ser l'assalt a la Cambra de la Propietat, que estava al carrer Progrés. Com en milers d'ocasions abans que ells, els revolucionaris de l'Hospitalet van atacar els registres de la propietat de la terra i els béns immobles. La revolta fou esclafada pel govern dretà, i va acabar amb l'ocupació militar de la ciutat, amb gairebé sis-cents homes armats.
L'església fou construïda en 1935 en la cruïlla dels carrers Viena i Alianza (avui Santiago Apostol i Mare de Déu dels Desemparats). Tanmateix, fou destruïda, amb tots els edificis parroquials, el 19 de juliol del 1936. Els “faïstes” de La Torrassa durant la guerra van participar en alguns fets lamentables, com els de La Fatarella, i també en algunes de les principals lluites en defensa de la República (Madrid, Osca, etc.). De fet, es va arribar a crear una llegenda al voltant d'ells. També s'ha d'afegir que el districte fou molt castigat pels bombardeigs franquistes.
Les autoritats franquistes van dedicar una especial atenció al barri, un dels principals símbols de l'anarquisme català. A la parròquia de la Torrassa és enviat mossèn Jaume Busquets, capellà castrense i connectat directament amb les autoritats de Madrid. L'objectiu era tenir ben controlada una de les barriades més revolucionàries en els anys anteriors, i per tant, més desafecta al Règim franquista. Va endegar una sèrie de projectes de caràcter social i cultural per tal de tenir la iniciativa al barri, amb un important suport de les institucions d'aleshores.
El primer que es va fer fou l'inici de la reconstrucció de les escoles, dependències parroquials i l'església, tot plegat enllestit el 1949. Paral·lelament va crear la processó de “los Pasos” (1940-1967) i, poc després, el Centro Parroquial (1942-1964), que feia teatre, conferències, esports, etc. El 1959 creà el Centro Moral Recreativo Santiago Apostol (que el 1992 passà a ser el Centre la Torrassa), que l'any següent, inaugurà el seu saló de cine i teatre. Un intent de modernitzar el Centre per part d'una junta renovadora, coincidint amb una malaltia del rector, fou tallada bruscament en tornar-hi, el 1965. Tota aquesta activitat va anar reduint-se o desapareixent als anys seixanta, amb la coincidència de l'aparició de noves formes d'oci i la decadència física i la mort (1968) de mossèn Busquets.
Relacionada i tolerada per la parròquia (a la qual va pertànyer del 40 al 44) sorgí la Unión Recreativo Cultural La Alianza (1944-1965?). Feien teatre, excursions i una important activitat sardanística. Per exemple, entre 1947 i 1961 organitzaren un aplec anual al Congost, a més de desenes de ballades i la composició d'un grapat de sardanes dedicades al barri. L'objectiu era "dignificar" el barri amb un element de "catalanitat d'ordre".
Una de les més greus conseqüències de la nefasta política econòmica autàrquica i d'una política social que afavoria clarament als privilegiats fou la manca d'habitatges. Vers el final de la dècada de 1940 més de tres mil famílies de l'Hospitalet no tenien casa. Unes quatre mil persones vivien en les barraques de Collblanc, Esplugues i la zona de la Carretera del Mig. A més, alguns centenars vivien en coves. El barraquisme tingué a la carretera de Collblanc, fins Esplugues, un dels principals nuclis de l'àrea metropolitana, fins a la dècada del 1960.
Davant d'aquesta situació, l'única actuació oficial als primers quinze anys de franquisme fou la construcció dels “Bloques del Caudillo” a l'esmentada finca, entre el 1940 i el 1944, dissenyats per l'arquitecte municipal, Manuel Puig Janer. En total, dos grans blocs allargats, amb vuit escales i amb seixanta cases, al voltant d'una plaça que fou batejada també amb el títol que es va autoimposar Franco, imitant als seus col·legues feixistes.
Al marge de les entitats franquistes i parroquials van aparèixer d'altres, destacant el Club Pimpinela a partir de 1946. Es va localitzar en l'antiga seu de l'Univers, i d'alguna forma en fou la seva successora. El Pimpinela estava declarat com club esportiu de ping-pong, però allà es van fer activitats culturals, destacant el teatre i les excursions. La UEC va obrir una delegació a Collblanc el 1947. Al voltant del 1960 un grup de joves de la UEC van incrementar el seu compromís polític i van entrar en contacte amb el Front Obrer de Catalunya. Arran d'unes accions foren detinguts, torturats i empresonats quatre d'ells (1962). La UEC els va expulsar i els joves afectats i d'altres que es van solidaritzar amb ells van passar-se al Club Pimpinela, que, encara que no feia cap activitat política concreta, tenia un ambient clarament antifranquista.
Al llarg de les dècades de 1940, 1950 i 1960 el barri va rebre un important contingent immigratori. Els carrers estrets, pensats per cases i passadissos es van omplir de blocs, generant un espai d'1 km² amb una densitat de població estratosfèrica. La història de l'etapa tardo-franquista és fonamentalment la historia de la resposta popular a la insostenible situació urbanística, social i política.
En 1968 arribà a la Parròquia de Sant Ramon Mossèn Ramon Breu, que l'obrí al barri i va contribuir a fomentar l'associacionisme cultural i reivindicatiu. Al seu si confluïren militants del PSUC i cristians progressistes que van crear a finals de la dècada la Comissió de Barri, que es va haver d'enfrontar a les catastròfiques condicions en què s'hi trobava. El debat sobre el Pla Parcial esclatà en aquells moments i va servir de catalitzador de la que fou la segona Associació de Veïns de l'Hospitalet (març del 1971).
L'A.VV. de Collblanc-Torrassa, va portar a terme moltes lluites, destacant: el problema del Pla Parcial; el problema de les inundacions de la Riera Blanca com una de les seves prioritats, especialment després del xàfec i inundació d'agost del 1974, fins que el 1975 es van enllestir les obres de canalització i urbanització; la lluita per convertir la finca de la Torre Barrina en un espai públic, fins que l'Ajuntament l'adquirí el 1975 i decidí convertir-la en un parc i un equipament públic, gràcies a aquesta lluita, el 1977; la manca d'escoles.
Els dèficits del barri eren enormes, però alguns equipaments s'anaren construint: en l'únic espai que quedava lliure era el dels pendents de la Ronda i en aquest complicat lloc van construir l'ambulatori, l'any 1967, i el col·legi Ramón y Cajal, el 1964; el novembre del 1969 s'inaugurà el metro de San Ramón. També cal recordar els cinemes Juventud, Romero, Moderno, Continental i Alhambra, que van servir per omplir vespres d'oci amb els seus programes dobles des de la postguerra. Els tres primers van desaparèixer els anys 1973, 1974 i 1975, respectivament.

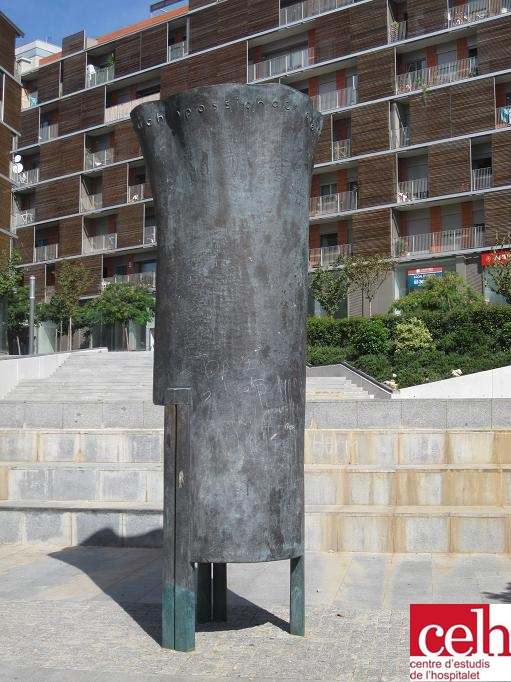
Escultura d'homenatge a Ernest Lluch. "Miracielo" de José Ramón Anda.

L'etapa democràtica va començar bé, amb I'inauguració del Parc de la Marquesa, la gran conquesta veïnal, l'any 1980. A partir d'aleshores, com en la resta dels barris de la ciutat, s'encetà un lent procés de transformació urbana i de creació d'equipaments escolars, esportius, sanitaris, etc. En general, podem afirmar que vers l'any 2000 els dèficits més importants s'havien cobert, amb l'empenta d'una de les AV que s'han mantingut més combatives.
El problema específic de Collblanc-Torrassa era l'escàs marge d'acció urbanístic, molt limitat per la inexistència d'espai lliure. La mala qualitat del parc d'habitatges va provocar una certa emigració dels més joves en les dècades de 1980 i 1990. Vers l'any 2000, era el barri més envellit de la ciutat. Al llarg de la dècada de 1990 les entitats del barri van coordinar-se i van crear una Comissió d'Entitats, que, finalment, l'any 1999 va plantejar a l'Ajuntament la necessitat d'un pla d'acció al barri que afrontés els seus problemes de forma integral. Tot plegat va facilitar que el barri es pogués acollir a la Llei de Barris de 2004